# Columna de Constantino

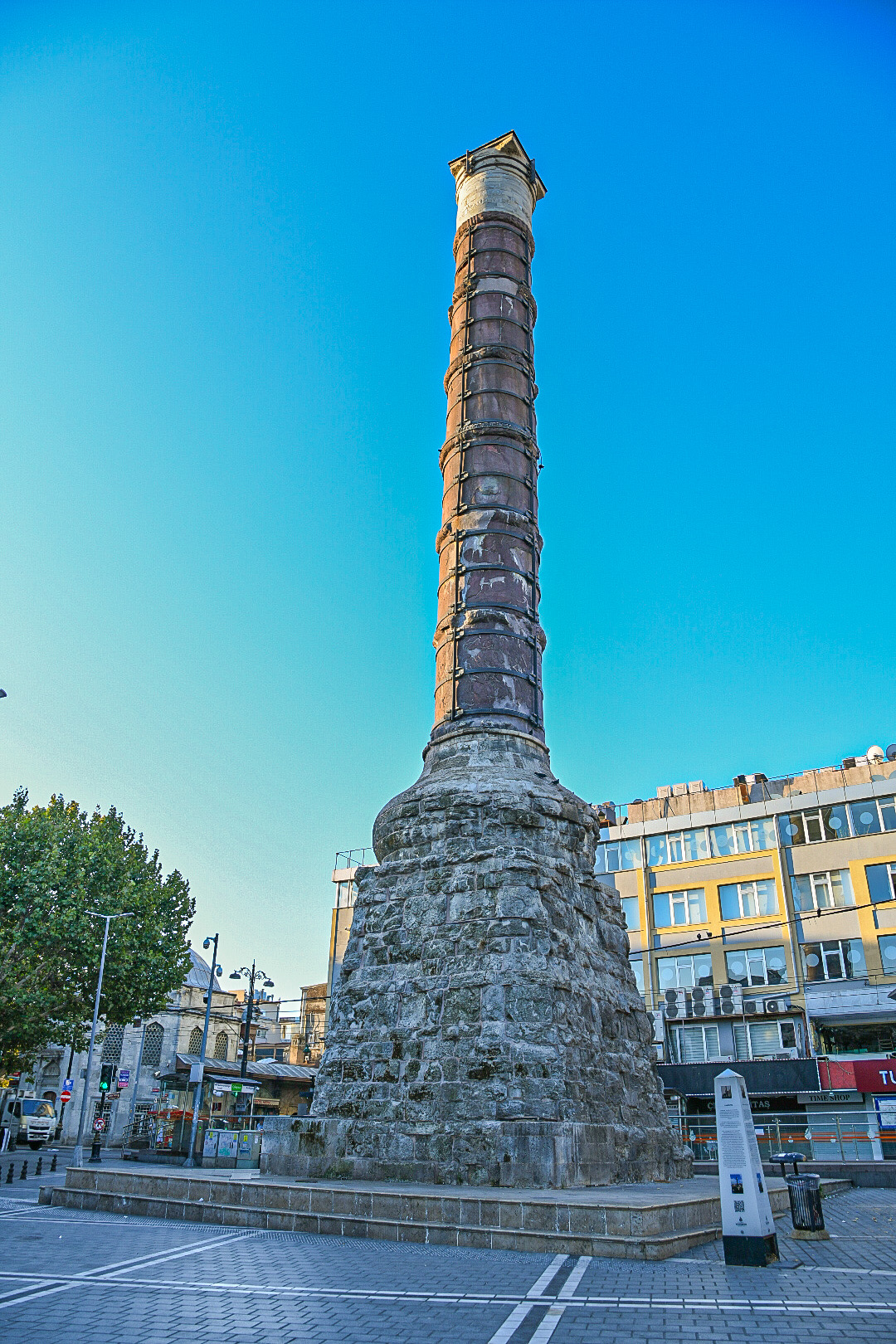
Columna en 2024.

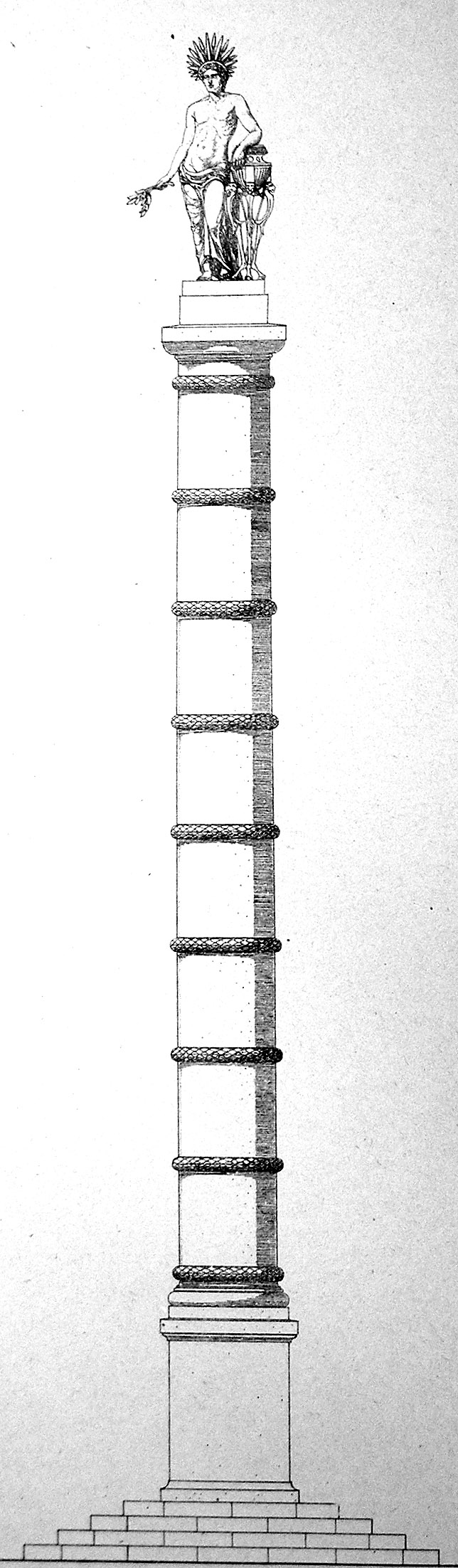
Representación de la columna original coronada por la estatua de Apolo.

La Columna de Constantino (en turco Çemberlitaş Sütunu ‘columna reforzada’) es una columna conmemorativa construida por orden del emperador Constantino I el Grande en el año 330. Conmemora la declaración de Bizancio, renombrada por Constantino como Nueva Roma, como la nueva capital del imperio romano. Está situada en Yeniçeriler Caddesi, entre el Sultanahmet y la plaza Beyazıt, que durante la época romana era el Foro del Toro.

## Historia
En el tiempo del emperador Constantino la columna formaba el centro del Foro de Constantino, un foro ovalado situado en la parte exterior de las murallas de la ciudad y cerca de la puerta Antoninia. Originalmente la columna medía cincuenta metros de altura dividida en nueve anillos y coronada por una estatua de Apolo. Estaba construida en pórfido traído de Heliópolis, actual Egipto.
El orbe de la estatua contenía supuestamente un fragmento de la Vera Cruz. En la base de la columna se ubicaba un santuario que albergaba diferentes reliquias como restos de las cruces de los dos ladrones que fueron crucificados con Jesús en el Calvario, la cesta del milagro de los peces y un frasco de alabastro que había contenido el aceite  que María Magdalena usara para lavar los pies a Jesús. Además estaban el Paladio de la antigua Roma, una estatua de madera de Atenea proveniente de Troya, y el hacha con la que Noé construyó el arca.
Una fuerte tempestad en 1106 derribó la estatua y los tres anillos superiores de la columna. Más tarde el emperador bizantino Manuel I Comneno (reinado 1143-1180) emplazó una cruz en la parte superior agregando una inscripción conmemorativa «El fiel Manuel reforzó esta santa obra de arte que se ha dañado por el tiempo». Instaló guirnaldas de bronce que cubrieron las uniones entre los anillos para dar mayor robustez a la columna pero fueron robadas por los cruzados que saquearon la ciudad durante la cruzada de 1204. Tras la invasión otomana en 1453 la cruz fue retirada.
En 1701 el sultán Mustafa III renovó los anillos de metal que aseguraban la columna.
Los terremotos y un incendio en 1779 destruyeron la vecindad que rodeaba la columna, dejándola con marcas negras del fuego, es por este motivo que también se la denomina columna quemada. La columna fue finalmente restaurada por Abdülhamid I que le agregó la base actual. En 1779 la base fue consolidada estando entonces la plataforma original de la columna dos metros y medio por debajo del nivel del suelo.

## Actualidad
La columna de Constantino es uno de los más importantes ejemplos de arquitectura romana en Estambul. Con una altura actual de 35 metros su silueta se alza visible desde el mar de Mármara y el Bósforo formando parte del skyline de Estambul. En 1955 se iniciaron nuevos trabajos de restauración.